# Paral·lel 85° sud
El paral·lel 85° sud és una línia de latitud que es troba a 85 graus sud de la línia equatorial terrestre. Travessa l'Antàrtida.

## Geografia
En el sistema geodèsic WGS84, al nivell de 85° de latitud sud, un grau de longitud equival a 9,735 km; la longitud total del paral·lel és de 3.505 km, que és aproximadament 8,5% de la de l'equador, del que es troba a 9.444 km i a 558 km del pol Sud

## Arreu del món
A partir del Meridià de Greenwich i cap a l'est, el paral·lel 85° sud passa totalment per l'Antàrtida. Des d'aquest paral·lel fins al Pol Sud totes les latituds passen sobre terra.